# Komenda Rejonu Uzupełnień Włocławek

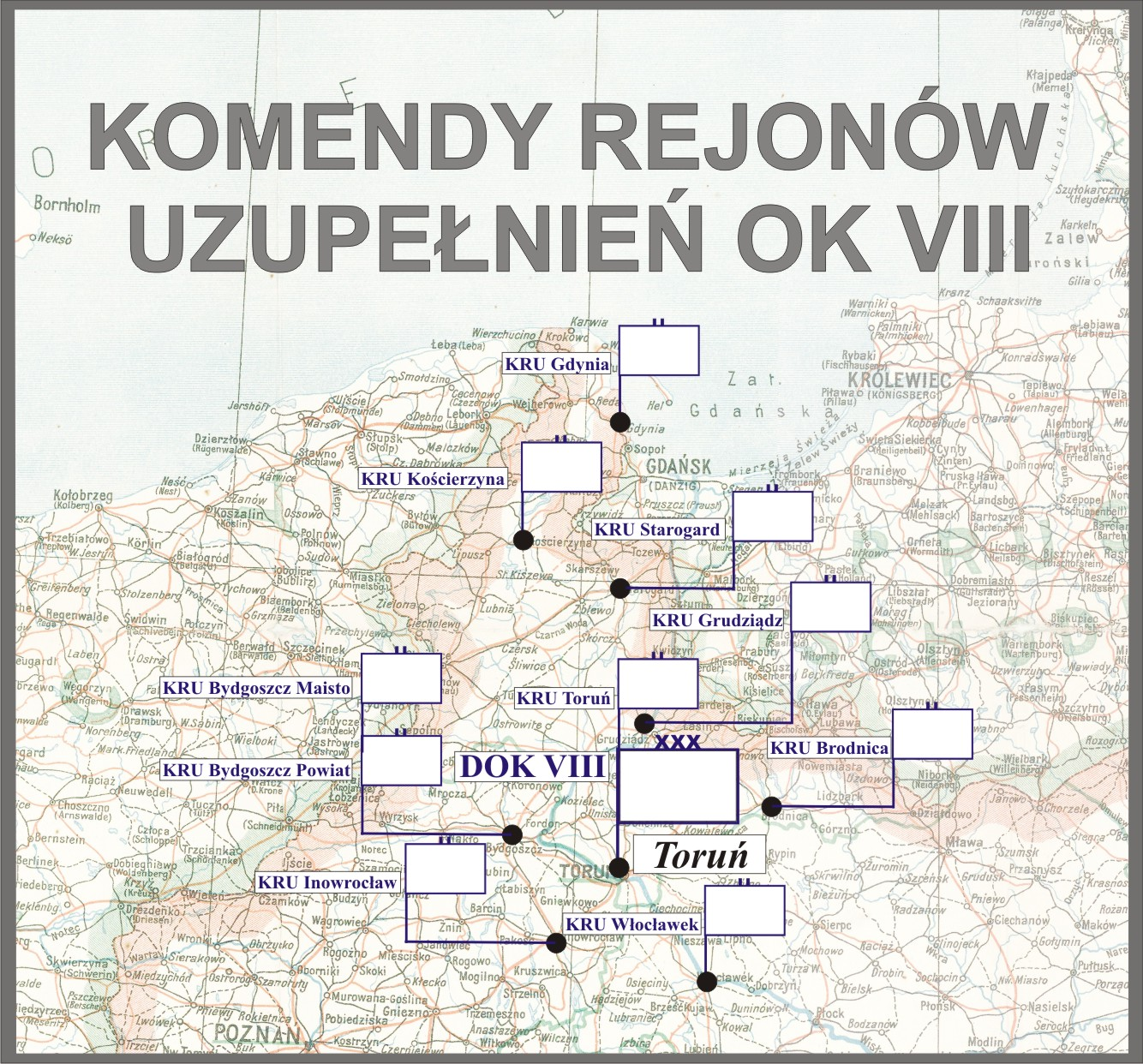
Komendy rejonów uzupełnień OK VIII.

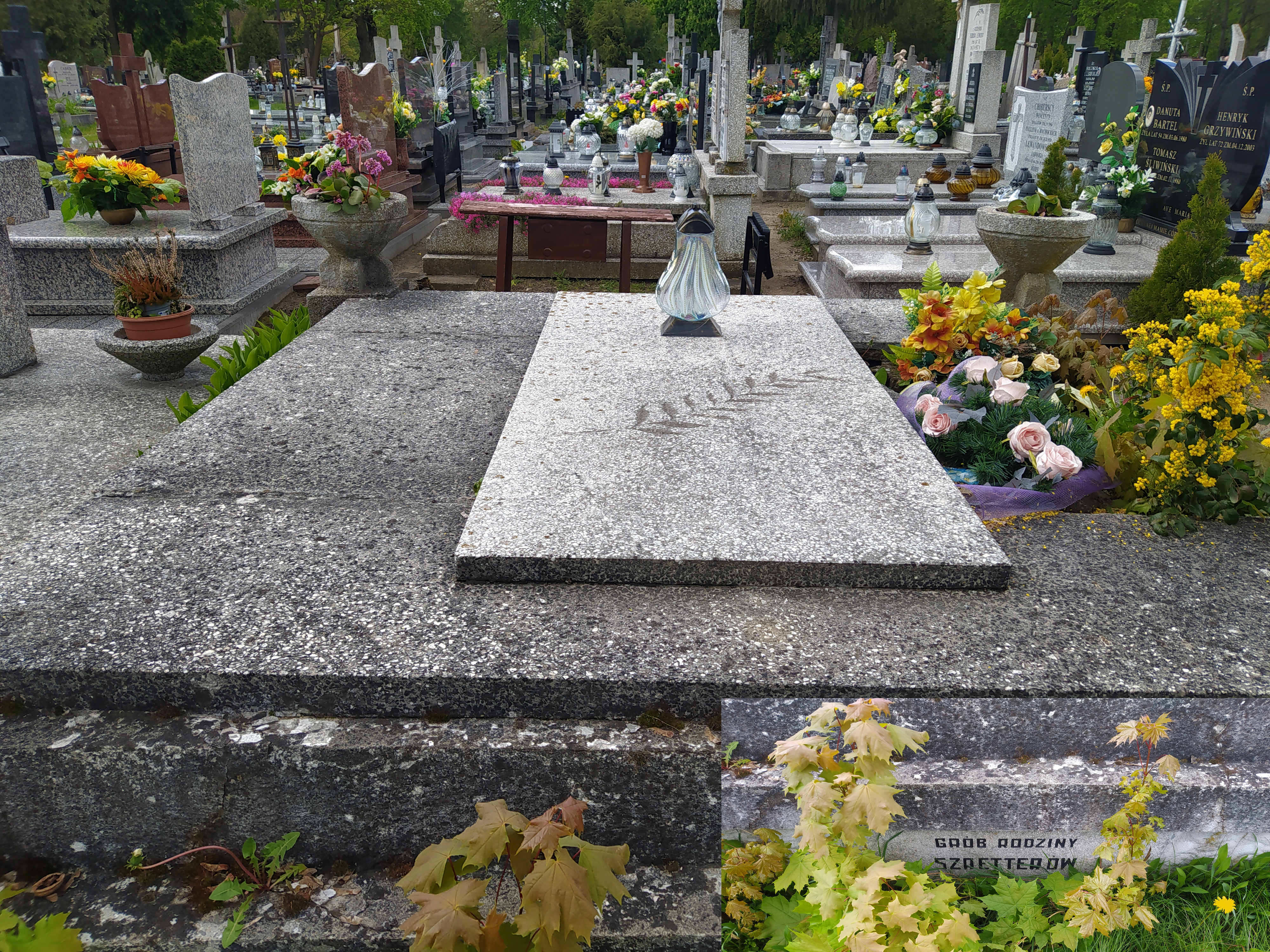
Zaniedbany grób rodzinny ppłk. piech. Jana Józefa Baptysty Szrettera - komendanta PKU Włocławek w latach 1928-1935 (cmentarz komunalny we Włocławku - stan na dzień 7 maja 2023).

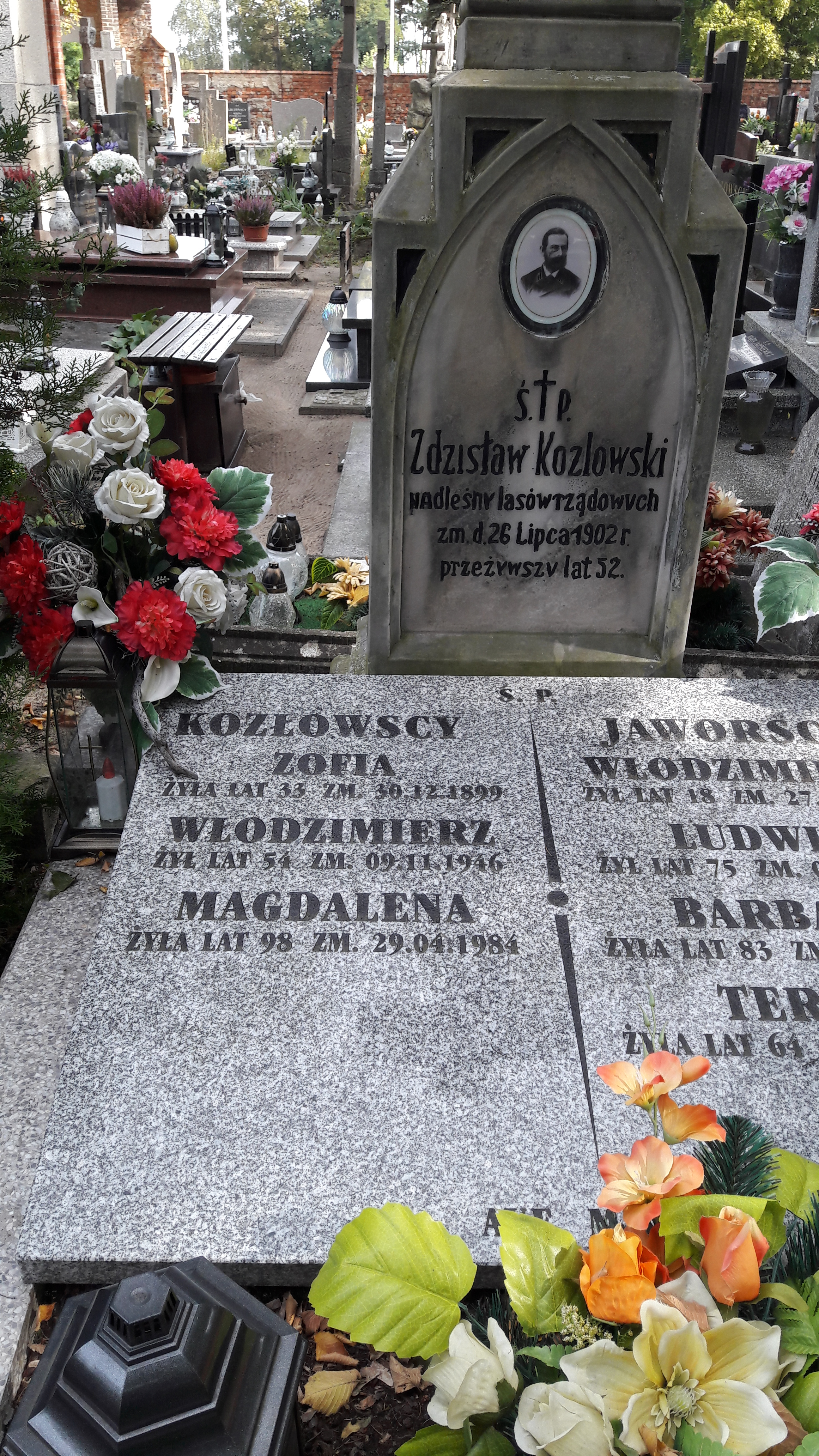
Grób kpt. Włodzimierza Kozłowskiego – oficera PKU Włocławek w latach 20. XX w. (cmentarz komunalny we Włocławku).

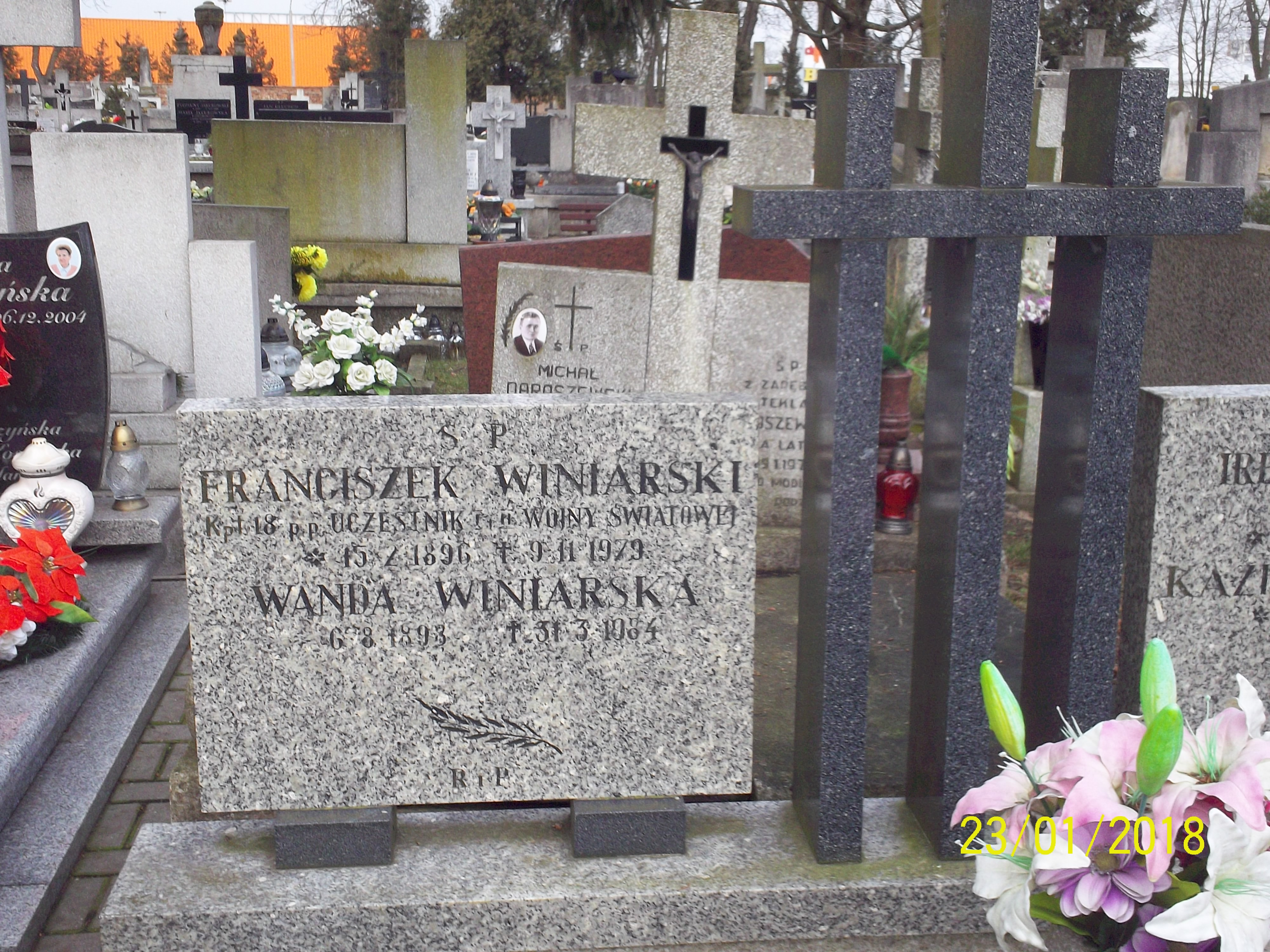
Grób kpt. Franciszka Winiarskiego – kierownika I referatu ewidencji KRU Włocławek (cmentarz komunalny we Włocławku).

Komenda Rejonu Uzupełnień Włocławek (KRU Włocławek) – organ wojskowy właściwy w sprawach uzupełnień Sił Zbrojnych II Rzeczypospolitej i administracji rezerw w powierzonym mu rejonie.

## Historia komendy
W 1917 roku na terenie Włocławka funkcjonował Główny Urząd Zaciągu.
Rozkazem kierownika MSWojsk. nr 144 z 27 listopada 1918 w sprawie organizacji władz zaciągowych powołano do życia między innymi XI Powiatową Komendę Uzupełnień we Włocławku dla Okręgu Wojskowego XI obejmującego powiaty: włocławski, nieszawski i kolski. Z chwilą wejścia w życie rozkazu i sformowania nowego PKU, Główny Urząd Zaciągu do Wojska Polskiego zobowiązany był przekazać całość dokumentacji tej PKU na obszarze której znajdował się. Bezpośrednią kontrolę nad PKU sprawowała Okręgowa Komendy Uzupełnień w Łodzi.
12 lutego 1919 roku „z powodu zbyt wielkiej ilości powiatów wchodzących w skład PKU Ciechanów XII oraz trudności komuniacyjnych” minister spraw wojskowych wyłączył z niej powiat lipnowski i włączył do PKU Włocławek XI.
W czerwcu 1921 roku PKU 14 pp była podporządkowana Dowództwu Okręgu Generalnego „Łódź” i obejmowała swoją właściwością powiaty: lipnowski, nieszawski i włocławski.
18 listopada 1924 roku weszła w życie ustawa z dnia 23 maja 1924 roku o powszechnym obowiązku służby wojskowej, a 15 kwietnia 1925 roku rozporządzenie wykonawcze ministra spraw wojskowych do tejże ustawy, wydane 21 marca tego roku wspólnie z ministrami: spraw wewnętrznych, zagranicznych, sprawiedliwości, skarbu, kolei, wyznań religijnych i oświecenia publicznego, rolnictwa i dóbr państwowych oraz przemysłu i handlu. Wydanie obu aktów prawnych wiązało się z przejęciem przez władze cywilne (administracji I instancji) większości zadań związanych z przygotowaniem i przeprowadzeniem poboru. Przekazanie większości zadań władzom cywilnym umożliwiło organom służby poborowej zajęcie się wyłącznie racjonalnym rozdziałem rekruta oraz ewidencją i administracją rezerw. Do tych zadań dostosowana została organizacja wewnętrzna powiatowych komend uzupełnień i ich składy osobowe. Poszczególne komendy różniły się między sobą składem osobowym w zależności od wielkości administrowanego terenu.
Zadania i nowa organizacja PKU określone zostały w wydanej 27 maja 1925 roku instrukcji organizacyjnej służby poborowej na stopie pokojowej. W skład PKU Włocławek wchodziły dwa referaty: I) referat administracji rezerw i II) referat poborowy. Nowa organizacja i obsada służby poborowej na stopie pokojowej według stanów osobowych L. O. I. Szt. Gen. 3477/Org. 25 została ogłoszona 4 lutego 1926 roku. Z tą chwilą zniesione zostały stanowiska oficerów ewidencyjnych.
12 marca 1926 roku została ogłoszona obsada personalna Przysposobienia Wojskowego, zatwierdzona rozkazem Dep. I L. 6000/26 przez pełniącego obowiązki szefa Sztabu Generalnego gen. dyw. Edmunda Kesslera, w imieniu ministra spraw wojskowych. Zgodnie z nową organizacją pokojową Przysposobienia Wojskowego zostały zlikwidowane stanowiska oficerów instrukcyjnych przy PKU, a w ich miejsce utworzone rozkazem Oddz. I Szt. Gen. L. 7600/Org. 25 stanowiska oficerów przysposobienia wojskowego w pułkach piechoty.
Od 1926 roku, obok ustawy o powszechnym obowiązku służby wojskowej i rozporządzeń wykonawczych do niej, działalność PKU Włocławek normowała „Tymczasowa instrukcja służbowa dla PKU”, wprowadzona do użytku rozkazem MSWojsk. Dep. Piech. L. 100/26 Pob.
Z dniem 10 stycznia 1927 roku została zlikwidowana PKU Lubicz, a podporządkowany jej powiat lipnowski włączony do PKU Włocławek.
W marcu 1930 roku PKU Włocławek nadal podlegała Dowództwu Okręgu Korpusu Nr VIII i administrowała powiatami: włocławskim, lipnowskim i nieszawskim. W grudniu tego roku PKU Włocławek posiadała skład osobowy typ I.
11 listopada 1931 roku ogłoszono nadanie Krzyża Niepodległości sierż. Tomaszowi Szottowi z PKU Włocławek.
1 lipca 1938 roku weszła w życie nowa organizacja służby uzupełnień, zgodnie z którą dotychczasowa PKU Włocławek została przemianowana na Komendę Rejonu Uzupełnień Włocławek przy czym nazwa ta zaczęła obowiązywać 1 września 1938 roku, z chwilą wejścia w życie ustawy z dnia 9 kwietnia 1938 roku o powszechnym obowiązku wojskowym. Obok wspomnianej ustawy i rozporządzeń wykonawczych do niej, działalność KRU Włocławek normowały przepisy służbowe MSWojsk. D.D.O. L. 500/Org. Tjn. Organizacja służby uzupełnień na stopie pokojowej z 13 czerwca 1938 roku. Zgodnie z tymi przepisami komenda rejonu uzupełnień była organem wykonawczym służby uzupełnień .
Komendant rejonu uzupełnień w sprawach dotyczących uzupełnień Sił Zbrojnych i administracji rezerw podlegał bezpośrednio dowódcy Okręgu Korpusu Nr VIII, który był okręgowym organem kierowniczym służby uzupełnień. Rejon uzupełnień nie uległ zmianie i nadal obejmował powiaty: włocławski, lipnowski i nieszawski.

## Obsada personalna
Poniżej przedstawiono wykaz oficerów zajmujących stanowisko komendanta Powiatowej Komendy Uzupełnień i komendanta rejonu uzupełnień oraz wykaz osób funkcyjnych (oficerów i urzędników wojskowych) pełniących służbę w PKU i KRU Włocławek, z uwzględnieniem najważniejszych zmian organizacyjnych przeprowadzonych w 1926 i 1938 roku.
| Komendanci                                     | Komendanci              | Komendanci                       |
| ---------------------------------------------- | ----------------------- | -------------------------------- |
| Stopień, imię i nazwisko                       | Okres pełnienia funkcji | Kolejne stanowisko (dalsze losy) |
| ppłk piech. Jan Tirbach                        | od 10 I 1919            |                                  |
| płk Wojciech Józef Gromczyński                 | 6 X 1919 – 30 IV 1921   | stan spoczynku                   |
| ppłk piech. Adam Chanecki                      | 1 V 1921 – ?            | komendant PKU Święciany          |
| mjr / ppłk piech. Adam Stanisław Kasprzykowski | 1923 – XI 1928          | dyspozycja dowódcy OK VIII       |
| ppłk piech. Jan Józef Baptysta Szretter        | XI 1928 – 31 VIII 1935  | stan spoczynku                   |
| mjr piech. Paweł Błaszkowski                   | VIII 1935 – 1939        |                                  |

| Obsada personalna PKU w styczniu 1919 roku | Obsada personalna PKU w styczniu 1919 roku |
| ------------------------------------------ | ------------------------------------------ |
| komendant                                  | ppłk Jan Tirbach                           |
| zastępca komendanta                        | kpt. Jan Kiersnowski                       |
| naczelnik kancelarii                       | por. Wacław Wierzbicki                     |
| oficer gospodarczy                         | urzędnik wojskowy Wiktor Karwajski         |
| oficer ewidencyjny na powiat włocławski    | ppor. Tadeusz Leon Marszałek               |
| oficer ewidencyjny na powiat nieszawski    | chor. Antoni Żurkowski                     |
| oficer ewidencyjny na powiat kolski        | por. Stanisław Włodarski                   |

| Obsada pozostałych stanowisk funkcyjnych PKU w latach 1921–1925 | Obsada pozostałych stanowisk funkcyjnych PKU w latach 1921–1925 | Obsada pozostałych stanowisk funkcyjnych PKU w latach 1921–1925 | Obsada pozostałych stanowisk funkcyjnych PKU w latach 1921–1925 |
| --------------------------------------------------------------- | --------------------------------------------------------------- | --------------------------------------------------------------- | --------------------------------------------------------------- |
| I referent                                                      | kpt. piech. Włodzimierz Jan Michał Kozłowski                    | 1923 – I 1924                                                   | II referent                                                     |
| I referent                                                      | mjr piech. Jan Kulwieć                                          | I – III 1924                                                    | PKU Szubin                                                      |
| I referent                                                      | kpt. piech. Włodzimierz Jan Michał Kozłowski                    | III 1924 – II 1926                                              | kierownik I referatu                                            |
| II referent                                                     | mjr piech. Jan Kulwieć                                          | do I 1924                                                       | I referent                                                      |
| II referent                                                     | kpt. piech. Włodzimierz Jan Michał Kozłowski                    | I – III 1924                                                    | I referent                                                      |
| II referent                                                     | urzędnik wojsk. XI rangi / por. kanc. Fryderyk Honzatko         | III 1924 – II 1926                                              | kierownik II referatu                                           |
| oficer instrukcyjny                                             | por. piech. Aleksander Niklewicz                                | do XII 1923                                                     | 14 pp                                                           |
| oficer instrukcyjny                                             | por. piech. Antoni Marciniec                                    | od XII 1923                                                     |                                                                 |
| oficer ewidencyjny na powiat włocławski                         | urzędnik wojsk. XI rangi / chor. Stanisław Pęcak                | od 1 VI 1923, był w 1925                                        |                                                                 |
| oficer ewidencyjny na powiat nieszawski                         | urzędnik wojsk. XI rangi / chor. Jan Kadulski                   | od IV 1923, był w 1925                                          |                                                                 |
| Obsada pozostałych stanowisk funkcyjnych PKU w latach 1926–1938 |                                                                 |                                                                 |                                                                 |
| kierownik I referatu administracji rezerw i zastępca komendanta | kpt. piech. Włodzimierz Jan Michał Kozłowski                    | od II 1926                                                      |                                                                 |
| kierownik I referatu administracji rezerw i zastępca komendanta | mjr piech. Antoni Czyż                                          | IV 1928 – VI 1930                                               | komendant PKU Grudziądz                                         |
| kierownik I referatu administracji rezerw i zastępca komendanta | kpt. piech. Franciszek Winiarski                                | VI 1930 – VI 1938                                               | kierownik I referatu KRU                                        |
| kierownik II referatu poborowego                                | por. kanc. Fryderyk Honzatko                                    | II 1926 – ?                                                     | PKU Bydgoszcz                                                   |
| kierownik II referatu poborowego                                | por. / kpt. piech. Stefan Bronisław Przegroda                   | był w 1932 i w VI 1935                                          |                                                                 |
| referent                                                        | por. kanc. Michał Mostek                                        | od II 1926                                                      |                                                                 |
| Obsada pozostałych stanowisk funkcyjnych KRU w latach 1938–1939 |                                                                 |                                                                 |                                                                 |
| kierownik I referatu ewidencji                                  | kpt. adm. (piech.) Franciszek Winiarski                         | był w III 1939                                                  |                                                                 |
| kierownik II referatu uzupełnień                                | kpt. adm. (piech.) Franciszek Rogowski                          | był w III 1939                                                  | w niemieckiej niewoli                                           |